# 格間

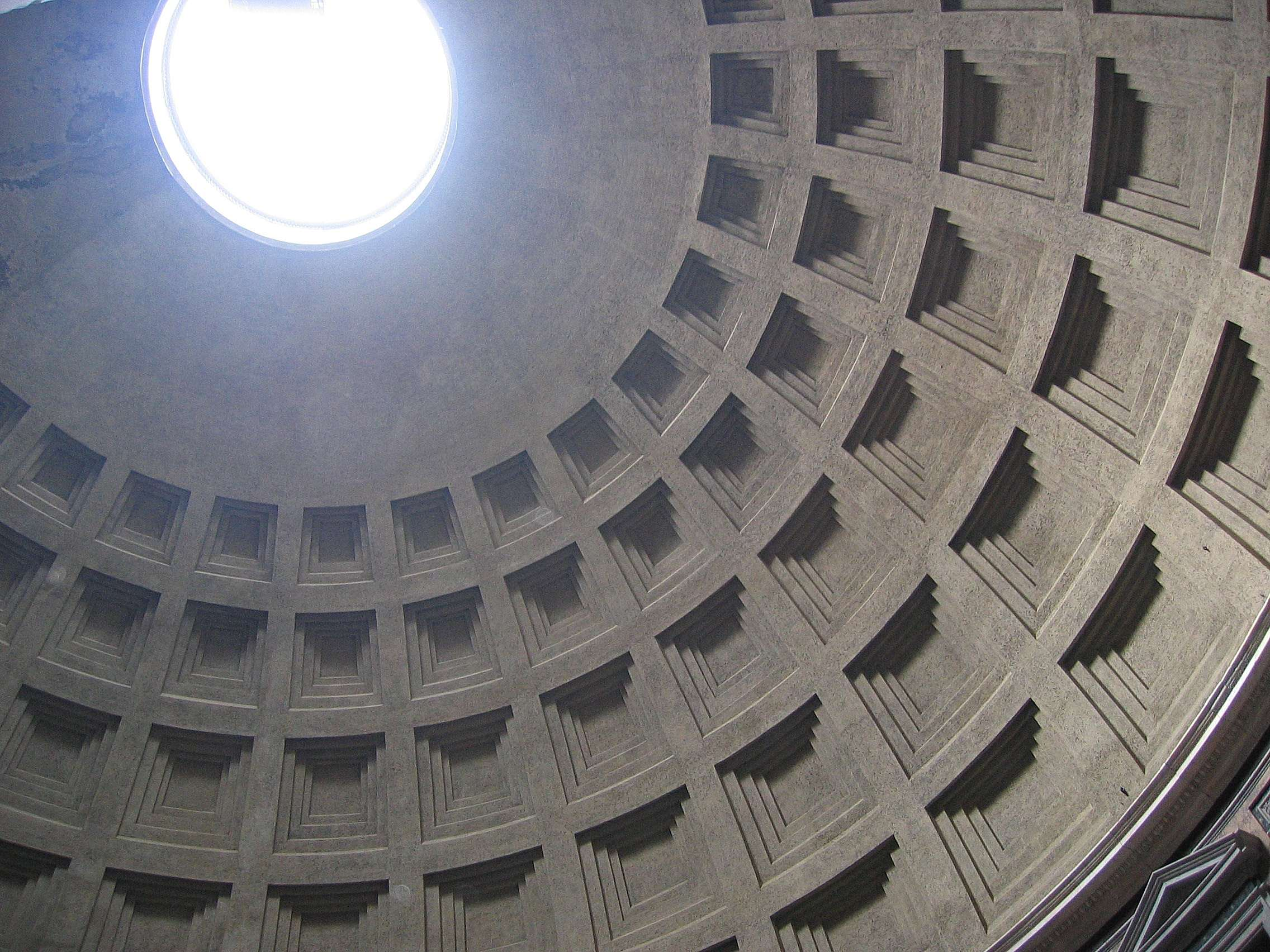
ローマのパンテオンの格間に覆われた天井（格天井）

格間（ごうま、coffer）とは、建築において天井やヴォールトを覆う正方形、長方形、八角形などの形状のくぼんだパネルを意味する。格間で覆われた天井を格天井（ごうてんじょう）と呼ぶ。格間は天井やヴォールトの装飾であり、caissons（「箱」の意）あるいは lacunaria（「空隙」の意）とも呼ぶ。したがって英語では格天井を lacunar とも呼ぶ。構造の強度は格間の枠部分で保つ。古代ギリシアや古代ローマの石造りの格間も現存する古い例だが、紀元前7世紀のエトルリアのネクロポリスの石室墳でも柔らかいトゥファ状の石を削って直交する梁を再現し、格天井を形成している。木製の格間の初期の例としては、ルネサンス初期のロワール渓谷の城の天井などがある。
格間をどういう形状にするかは平面充填問題の一種であり、イスラム建築やルネサンス建築で様々な実験が行われた。ドームやヴォールトの曲面をより細かい格間で覆うという問題はさらに複雑である。
ドームの重量を軽くするために格間を採用した古代ローマの特筆すべき例としては、パンテオンのドームの天井がある。
中国では、格天井を「藻井」と呼んだ。

## ギャラリー

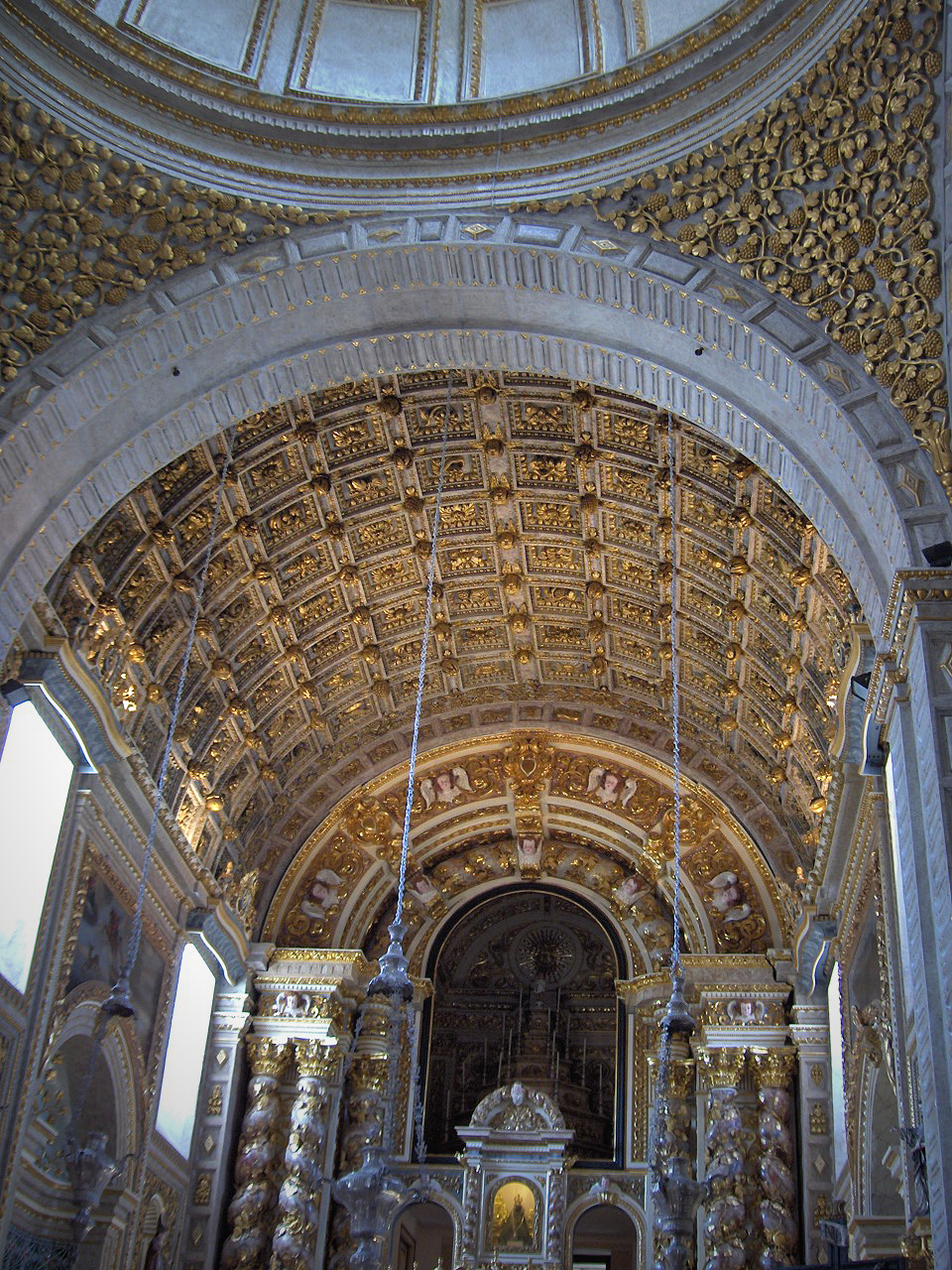
アプスの筒型ヴォールトの装飾された格天井。ポルトガル ナザレ
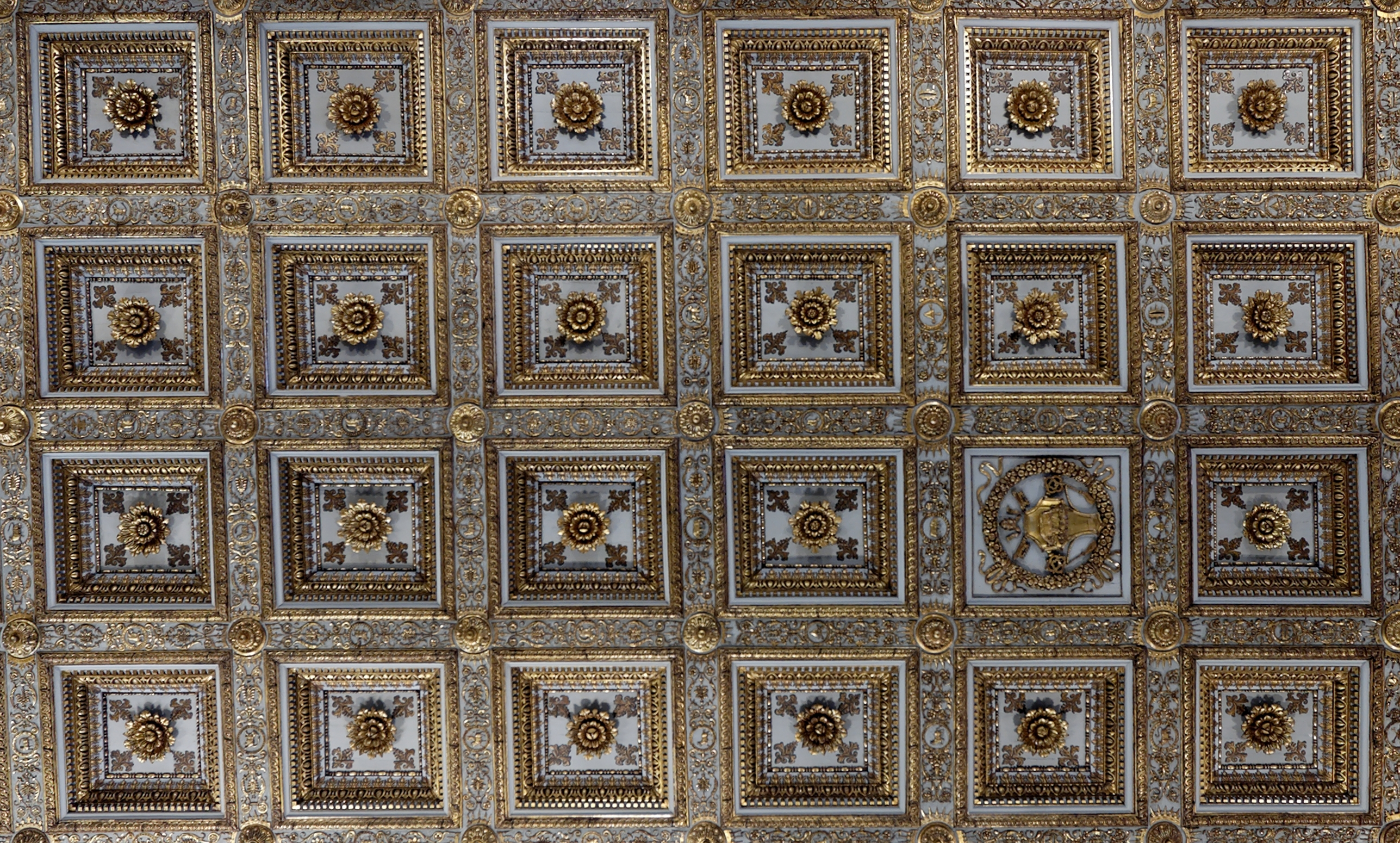
ジュリアーノ・ダ・サンガッロによる平らな格天井。ローマ サンタ・マリア・マッジョーレ大聖堂
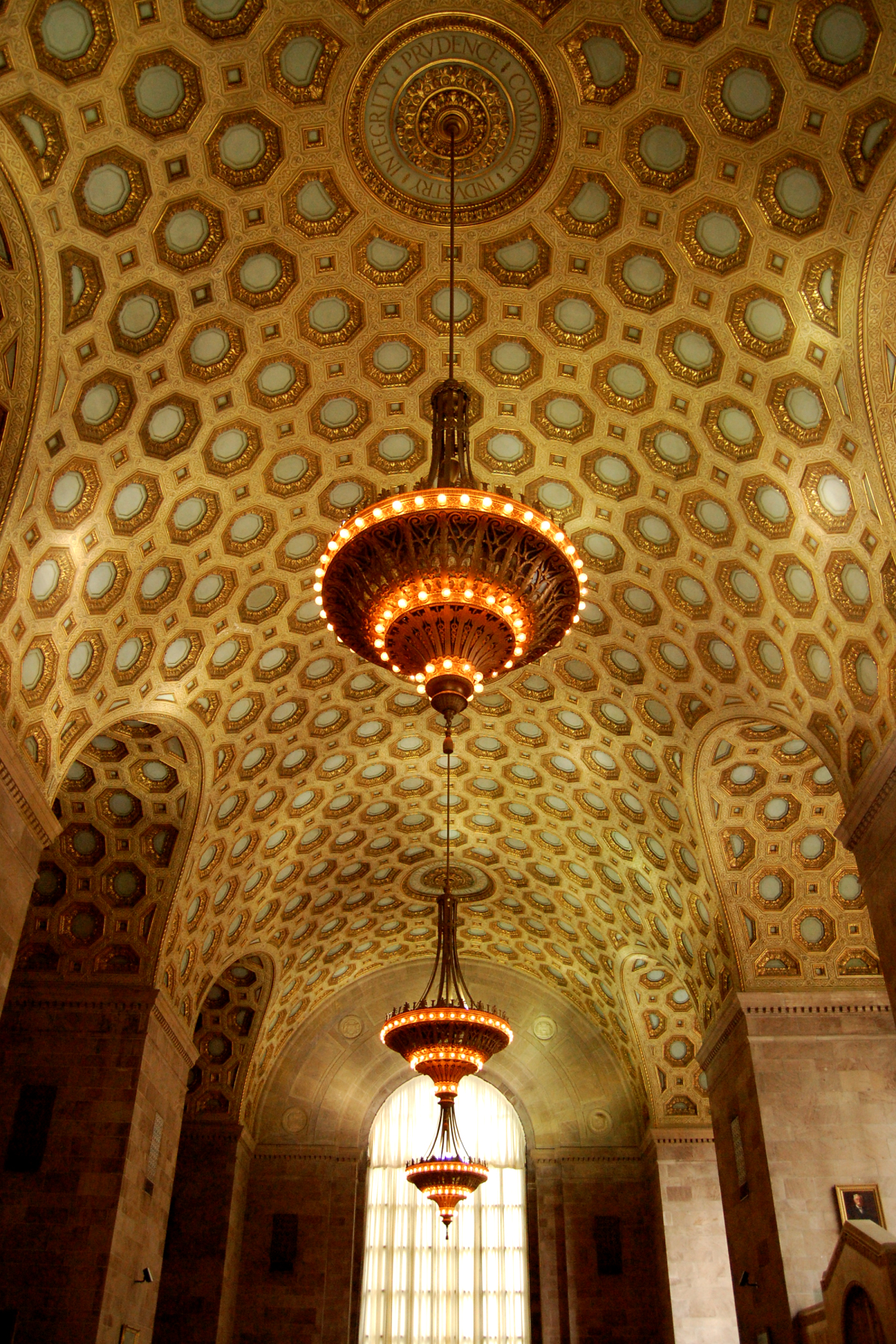
ヴォールトが交差する部分で格間がうまく繋がるとは限らない。トロントの商事裁判所
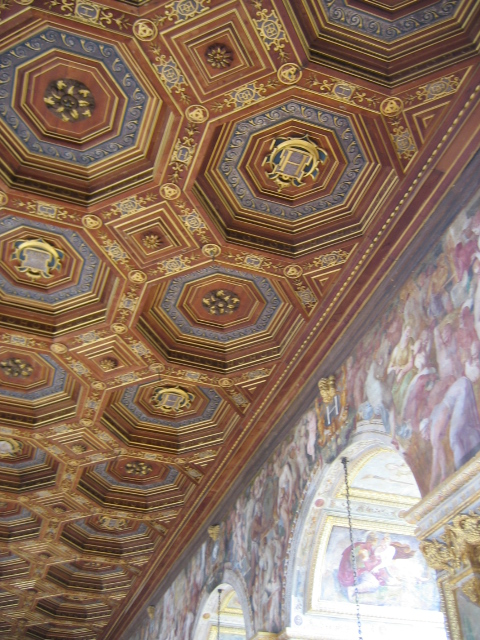
彩色された八角形と四角形の格間。フォンテーヌブロー宮殿
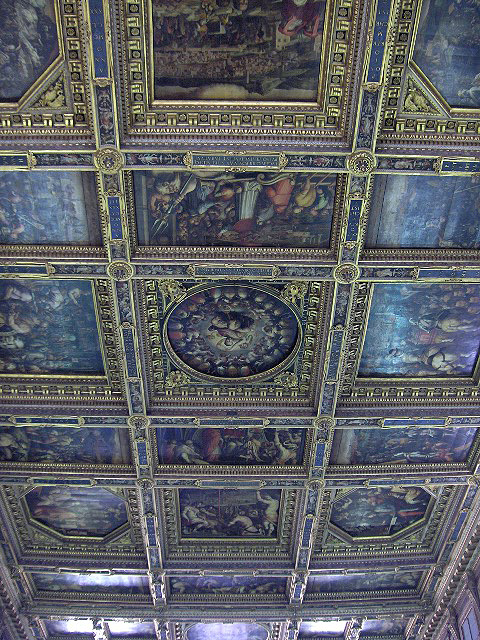
39枚の絵を格間にはめ込んだ格天井。フィレンツェ ヴェッキオ宮殿
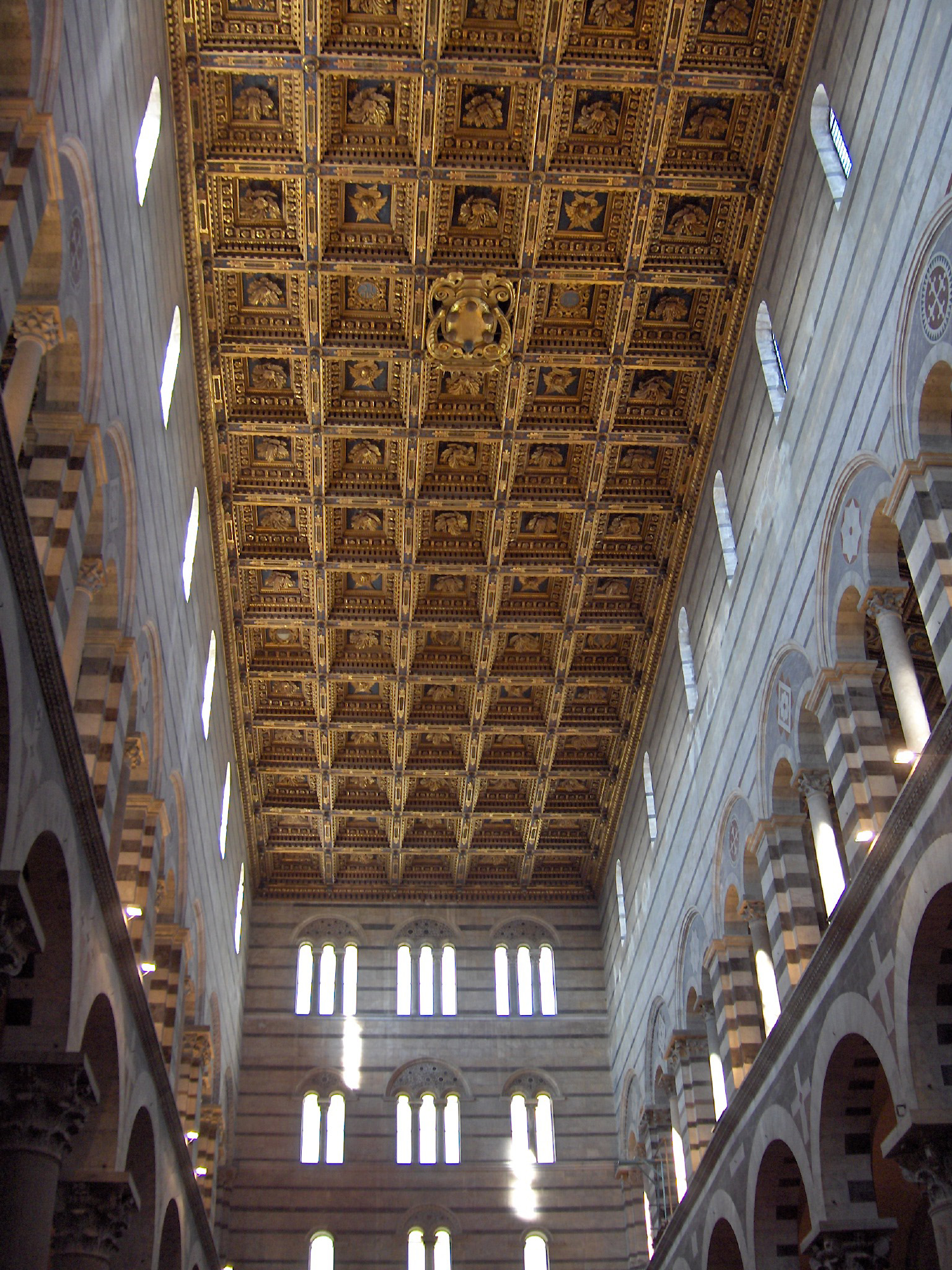
15世紀の平らな格天井。ピサのドゥオモ
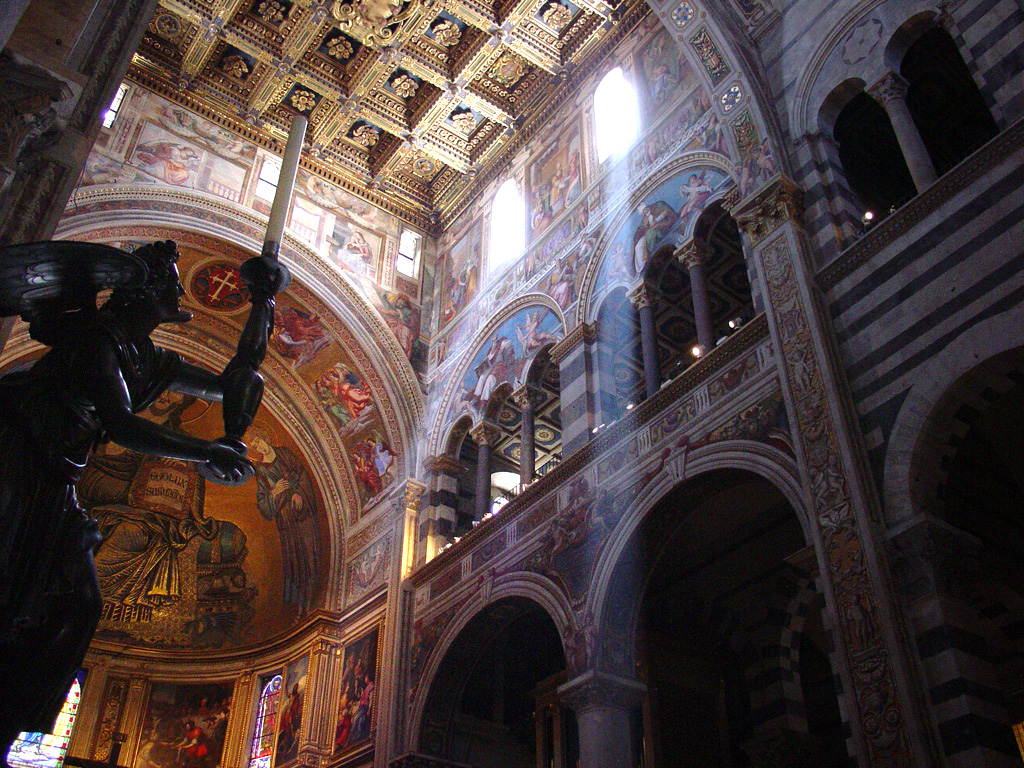
左に同じく、ピサのドゥオモ内部
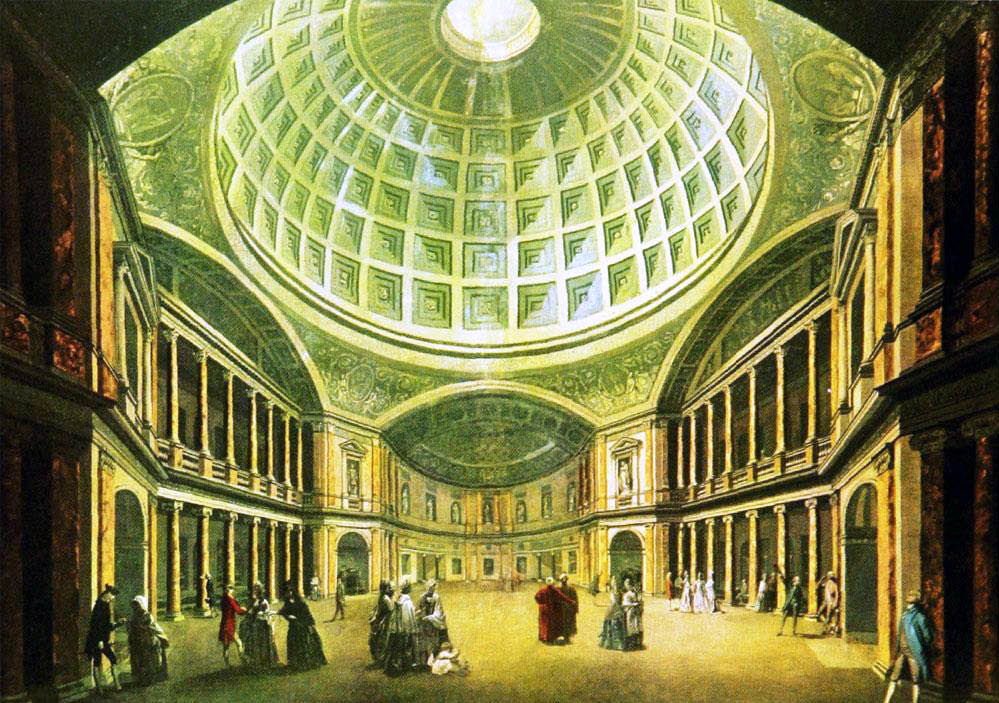
新古典主義建築の格天井のドーム。ロンドンのパンテオン
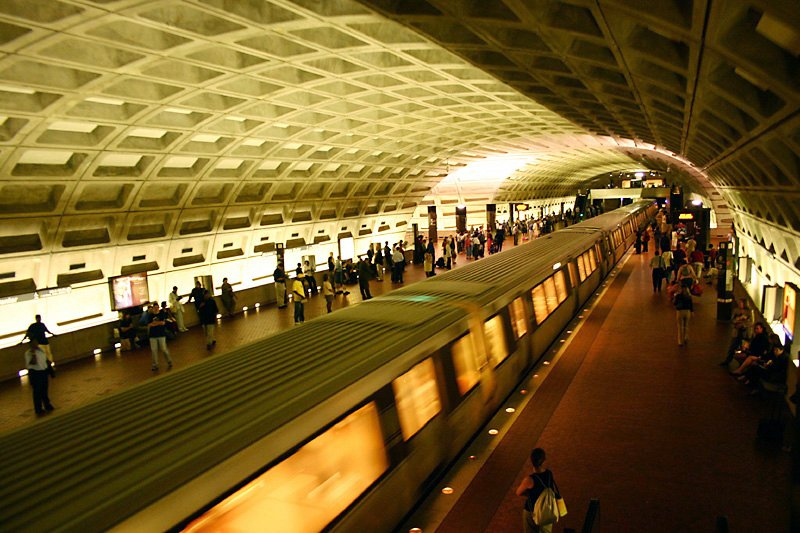
現代建築の格天井。ワシントンメトロ
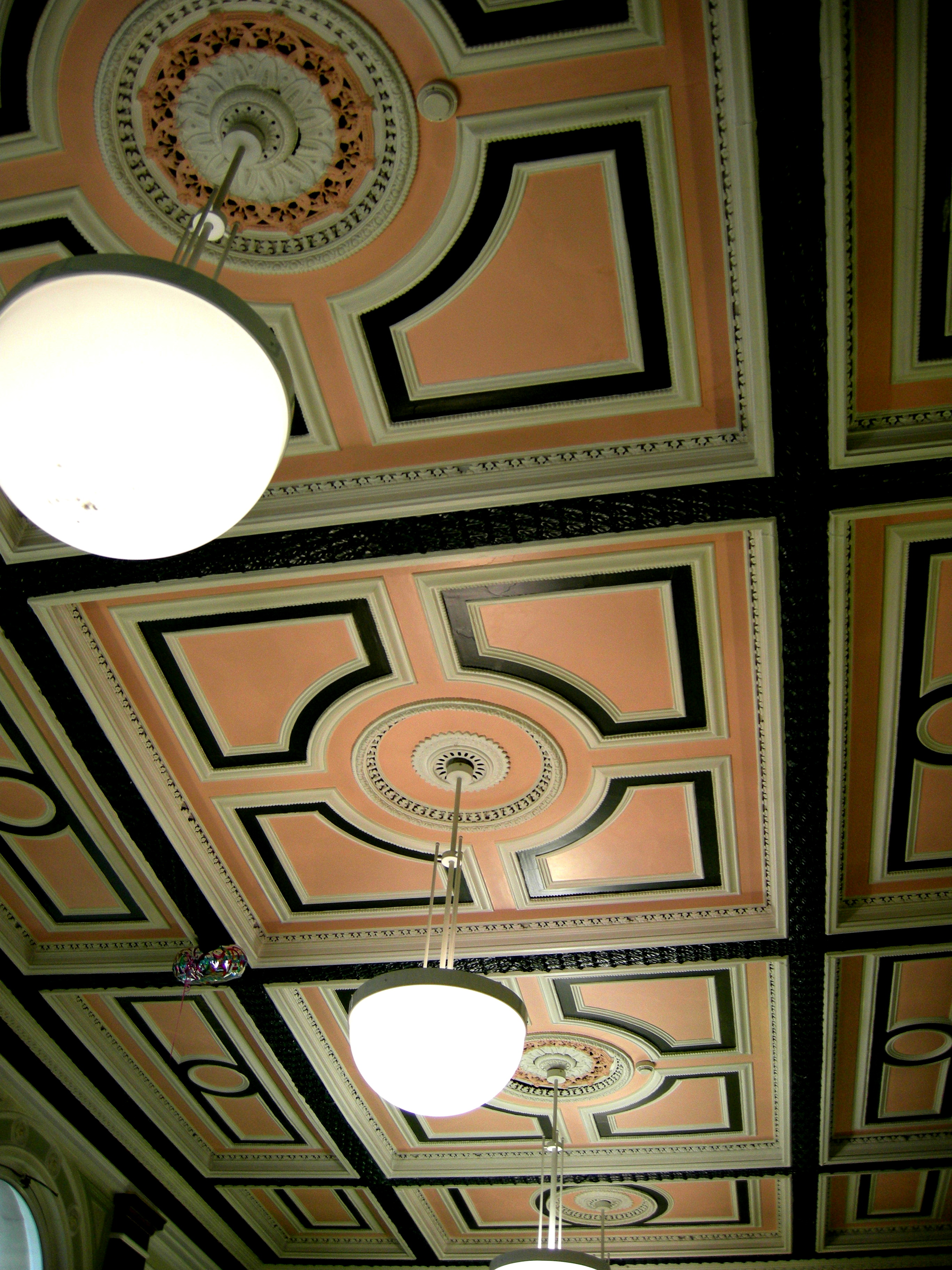
会議室の天井。Halifax Town Hall、1863年
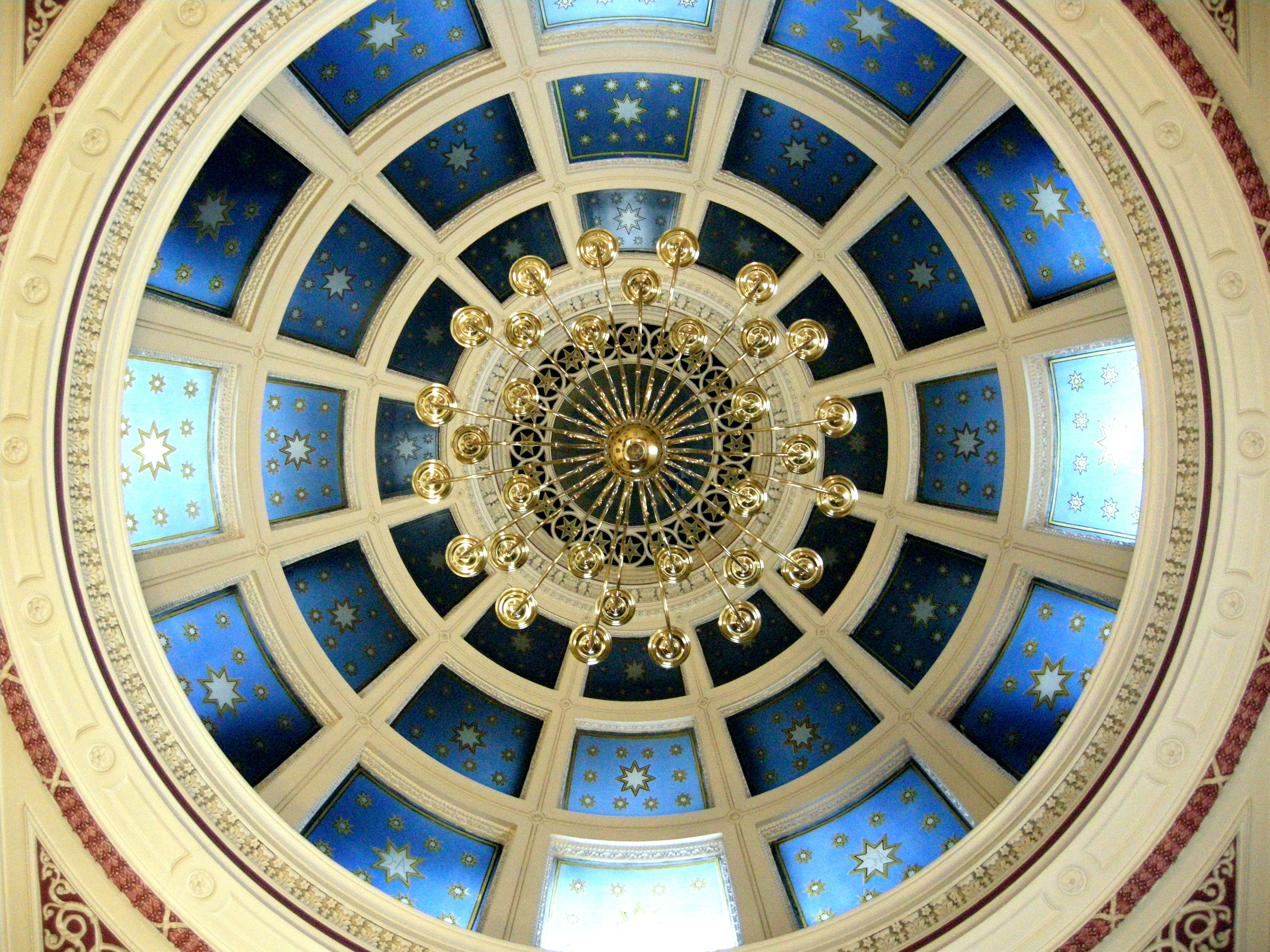
格間にガラスをはめ込んだドーム。Halifax Town Hall、1863年